# Gunnar Sundblad
Gunnar Knut Sundblad, född 10 oktober 1888 i Sundborns församling, död 7 mars 1976, var en svensk ingenjör och disponent.
Sundblad avlade studentexamen i Uppsala 1906 och påbörjade 1907 studier vid Kungliga Tekniska högskolan, där han 1910 avlade civilingenjörsexamen. Han var 1910–1913 ingenjör vid Skutskärs cellulosafabrik. Åren 1913–1921 ledde han konstruerandet och uppförandet av sulfatfabrikerna Karlsborgs Bruk utanför Kalix, Korsnäs vid Gävle, Nensjö utanför Kramfors, Iggesunds Bruk, Skoghalls bruk, Sandarne samt Björneborg i Finland. Han var 1921–1956 VD för AB Iggesunds bruk.
Sundblad invaldes 1934 som ledamot av Ingenjörsvetenskapsakademien och blev ledamot av Lantbruksakademien 1956. Han utsågs till hedersdoktor vid KTH 1944 och tilldelades Ingenjörsvetenskapsakademiens Stora guldmedalj 1967. 1948 tilldelades han Ekmanmedaljen av Svenska Pappers- och Cellulosaingeniörsföreningen
I maj 1955 då Matematikmaskinnämndens arbetsgrupp hotade att upplösas på grund av statens ovilja att satsa på svensk datorutveckling efter BESK drev Sundblad tanken att skapa en stiftelse tillsammans med ASEA, Facit AB och Saab AB som skulle fortsätta utveckla svenska datorer. Detta lyckades inte och såväl Facit som Saab startade istället egna datoravdelningar.
Gunnar Sundblad var son till Knut Sundblad, som var chef för Skutskärsverken och senare VD för Wifstavarfs AB. Han var far till Lars Sundblad, som efterträdde honom som VD för Iggesunds bruk, till Erik Sundblad, som först var VD för Wifstavarfs AB och därefter från 1966 för Stora Kopparbergs Bergslags AB, samt till Göran Sundblad, som var VD och ägare av Almedahls-Dalsjöfors AB.
Genom bidrag från Svenska Cellulosaföreningen och från Trämasseföreningen bildades 1957 Gunnar Sundblads forskningsfond med syfte att främja den träfiberbaserade industrins utveckling, förnyelse och konkurrenskraft i Sverige.

## Utmärkelser
- Riddare av Vasaorden, 1924.[4]
- Riddare av Nordstjärneorden, 1931.[5]
- Kommendör av andra klassen av Vasaorden, 6 juni 1942.[6]
- Kommendör av första klassen av Vasaorden, 17 juni 1949.[7]
- Kommendör med stora korset av Nordstjärneorden, 4 juni 1960.[8]